# برندان هايوود
برندان هايوود (بالإنجليزية: Brendan Haywood)‏ مواليد 27 نوفمبر 1979، هو لاعب كرة سلة أمريكي يلعب مع فريق كليفلاند كافالييرز في الرابطة الوطنية لكرة السلة ويحمل الرقم 33. يبلغ طوله 7 قدم 0 بوصة (2.1 م).

## فرق لعب لها
- واشنطن ويزاردز
- دالاس مافيريكس
- شارلوت هورنتس
- كليفلاند كافالييرز

## روابط خارجية
- برندان هايوود على موقع إن بي أي (الإنجليزية)
- برندان هايوود على موقع سبورتس رفرنس (الإنجليزية)
- برندان هايوود على موقع كلية كرة السلة في سبورتس رفرنس.كوم (الإنجليزية)
- برندان هايوود على موقع ريلجم (الإنجليزية)
- برندان هايوود على موقع بروبوليرز (الإنجليزية)